# Лазар Соколов
Лазар Соколов (1914 — 1984), економиста, професор и учесник Народноослободилачке борбе.

## Биографија
Рођен је 18. марта 1914. године у Куманову. Као студент Економског факултета у Загребу, био је један од предводника македонског студентског покрета, секретар културно-уметничког друштва „Вардар” у Загребу и активиста „Македонског националног покрета” од 1936. до 1938. године. Због тога је био ухапшен и била му је ускраћена могућност запослења.
Народноослободилачком покрету прикључио се 1941. године. Исте године постао је члан Комунистичке партије Југославије. Од јесени 1943. године био је члан Акционог народноослободилачког комитета (АНОК), а од априла 1944. члан Агитпропа при Главном штабу НОВ и ПО Македоније. Биран је за члана Иницијативног одбора Првог заседања Антифашистичког собрања народног ослобођења Македоније, члана Антифашистичког већа народног ослобођења Југославије.
Након ослобођења, докторирао је економске науке и био помоћник министра за трговину и опскрбу у Влади ДФЈ, вршилац дужности директора Института за међународну политику и привреду и професор на Економском факултету у Београду.
Пошто је подржао Резолуцију Информбироа, јуна 1949. године искључен је из КПЈ и ускоро одведен на Голи оток. Казну је служио од 1949. до 1951. године. Касније је неко време био директор на Економском институту у Скопљу.
Умро је 3. јануара 1984. године у Скопљу.
Аутор је већег броја научних радова везаних уз привредну историју Северне Македоније и промене у структурама југословенске привреде. Примио је награду за научни рад „Резерве радне снаге у изолованим подручјима Македоније”, издан у Скопљу 1964. године.